# Léon III d'Abkhazie
Léon III d’Abkhazie  (en géorgien : ლევანი III, Levan III) est vice-roi d'Ibérie de 926 à 957 puis roi d’Abkhazie de 957 à 967.

## Biographie
Léon III est le second fils du roi Georges II d'Abkhazie. Il succède en 926 comme vice-roi d’Ibérie à son frère aîné Constantin lorsque ce dernier est aveuglé et castré par leur père après sa rébellion.
Du fait de sa fonction, il est l’auxiliaire de son père lors de ses combats contre Kviriké II de Kakhétie. Il s’allie pour ce faire avec son beau-frère le prince Schourta, le propre frère de Kviriké, qui lui ouvre la forteresse d’Oudjarmi. Le Chorévêque de Kakhétie, à bout de ressources, accepte de rendre hommage à Georges II d'Abkhazie. Ce dernier le renvoie dans son pays contre l’avis de Léon. 
À la suite d’une nouvelle révolte de la Kakhétie, Léon, à la tête d’une armée, envahit de nouveau le pays et l’incendie. Peu de temps après, à l’annonce de la mort de son père, Léon III s’empresse de retourner en Abkhazie pour saisir la couronne. Il fait la paix avec Kviriké II et accorde sa fille en mariage au fils du roi, le prince David de Kakhétie.
À la mort de la princesse, peu après, la mésentente se réinstalle entre les deux rois. Léon III saccage Mouknar, Kherc et Bazaleth où il tombe malade et meurt.
Le royaume d’Abkhazie passe alors à son frère Démétrius III d'Abkhazie.

## Postérité
D’une union avec une princesse inconnue, Léon III ne laisse a priori qu'une fille : 
- Ne, épouse de David de Kakhétie, fils du Chorévêque, qui meurt peu après.